# Teoria NEVPT
La teoria NEVPT, N-Electron Valence state Perturbation Theory, è un approccio perturbativo applicabile alle funzioni d'onda del metodo complete active space configuration interation (CASCI) multireference. Rappresenta una estensione della teoria perturbativa di Møller-Plesset, applicata nel calcolo computazionale di chimica quantistica. Importante è il contributo dato dagli italiani Celestino Angeli e Renzo Cimiraglia, dell'Università di Ferrara, ai moderni sviluppi e applicazioni di questa teoria.
La ricerca nell'ambito della teoria ha portato a varie implementazioni. La teoria NEVPT di seguito descritta si applica a un singolo stato elettronico (Single-State NEVPT). Esistono anche delle applicazioni per i casi di quasi-degenerazione, dove l'approccio perturbativo è applicato a un insieme di stati elettronici.

## La teoria
Indicando con {\displaystyle \Psi _{m}^{(0)}} una funzione d'onda CASCI di ordine zero definita come una combinazione lineare di determinanti di Slater
{\displaystyle \Psi _{m}^{(0)}=\sum _{I\in {\rm {CAS}}}C_{I,m}\left|I\right\rangle }
ottenuta diagonalizzando l'hamiltoniano esatto all'interno dello spazio CASCI:
{\displaystyle {\hat {\mathcal {P}}}_{\rm {CAS}}{\hat {\mathcal {H}}}{\hat {\mathcal {P}}}_{\rm {CAS}}\left|\Psi _{m}^{(0)}\right\rangle =E_{m}^{(0)}\left|\Psi _{m}^{(0)}\right\rangle }
dove {\displaystyle {\hat {\mathcal {P}}}_{\rm {CAS}}} è l'operatore di proiezione all'interno dello spazio CASCI.
È possibile definire le funzioni d'onda di perturbazione come funzioni d'onda di ordine zero dello spazio esterno dove k elettroni sono rimossi dallo spazio inattivo (orbitali virtuali e di core) e sommati allo spazio di valenza (orbitali attivi). Per la perturbazione di secondo ordine si verifica coerentemente {\displaystyle -2\leq k\leq 2}. Decomponendo la funzione d'onda CASCI di ordine zero come prodotto antisimmetrico della parte inattiva {\displaystyle \Phi _{c}} e della parte di valenza {\displaystyle \Psi _{m}^{v}} in
{\displaystyle \left|\Psi _{m}^{(0)}\right\rangle =\left|\Phi _{c}\Psi _{m}^{v}\right\rangle }
le funzioni d'onda di perturbazione possono essere scritte nella forma
{\displaystyle \left|\Psi _{l,\mu }^{k}\right\rangle =\left|\Phi _{l}^{-k}\Psi _{\mu }^{v+k}\right\rangle }.
L'insieme degli orbitali inattivi impiegati nel metodo può essere raggruppato utilizzando un indice totale {\displaystyle l}, in tal modo le varie funzioni d'onda di perturbazione possono essere indicate utilizzando il termine {\displaystyle \Psi _{l,\mu }^{k}}, dove {\displaystyle \mu } è un indice numerico riferito alle diverse funzioni d'onda. Il numero di queste funzioni varia relativamente al grado di contrazione dello spazio perturbativo risultante.
Lo schema di eccitazioni relative al secondo ordine è il seguente:
1. Due elettroni passano dall'orbitale di core a orbitali virtuali, lo spazio attivo (active space) non è raggiunto e non contiene elettroni --> k=0;
2. Un elettrone passa dall'orbitale di core a un orbitale virtuale e un altro passa dall'orbitale di core a un orbitale attivo, lo spazio attivo è raggiunto con un elettrone --> k=+1;
3. Un elettrone passa dall'orbitale di core a un orbitale virtuale e un altro passa da un orbitale attivo a uno virtuale, lo spazio attivo perde un elettrone --> k=-1;
4. Due elettroni passano da orbitali di core a due orbitali attivi, lo spazio attivo è raggiunto con due elettroni --> k=+2;
5. Due elettroni passano da orbitali attivi a orbitali di core, lo spazio attivo perde due elettroni --> k=-2.

Questi casi rappresentano situazioni dove avvengono eccitazioni che coinvolgono orbitali active space e orbitali non active space (eccitazioni interclasse). Altri tre casi implicano una singola eccitazione interclasse più una eccitazione che avviene all'interno dello spazio attivo:
1. Un elettrone passa dall'orbitale di core a un orbitale virtuale e avviene una eccitazione interna active space-active space --> k=0;
2. Un elettrone passa da un orbitale di core a un orbitale attivo e avviene una eccitazione interna active space-active space --> k=+1;
3. Un elettrone passa da un orbitale attivo a un orbitale virtuale e avviene una eccitazione interna active space-active space --> k=-1.

### Approccio totalmente non contratto
Un possibile approccio consiste nel definire le funzioni d'onda negli spazi di Hilbert {\displaystyle S_{l}^{k}} definiti dai determinanti di Slater con {\displaystyle k} e {\displaystyle l} di un dato valore. È interessante notare che i determinanti che caratterizzano questi spazi possono essere scritti come una partizione comprendente la parte inattiva (orbitali di core + orbitali virtuali) {\displaystyle \Phi _{l}^{-k}} e tutte le possibili parti di valenza (orbitali attivi) {\displaystyle \Psi _{I}^{k}}:
{\displaystyle S_{l}^{k}\ {\stackrel {\mathrm {def} }{=}}\ \{\Phi _{l}^{-k}\Psi _{I}^{k}\}}
La dimensione totale di questi spazi può essere sfruttata per definire gli operatori di proiezione, tramite diagonalizzazione dell'hamiltoniano:
{\displaystyle {\hat {\mathcal {P}}}_{S_{l}^{k}}{\hat {\mathcal {H}}}{\hat {\mathcal {P}}}_{S_{l}^{k}}\left|\Phi _{l}^{-k}\Psi _{\mu }^{v+k}\right\rangle =E_{l,\mu }\left|\Phi _{l}^{-k}\Psi _{\mu }^{v+k}\right\rangle }.
Questo procedimento non è per nulla pratico dato l'elevato costo computazionale: per ogni spazio {\displaystyle S_{l}^{k}} è necessaria una diagonalizzazione dell'hamiltoniano esatto. Dal punto di vista pratico è preferibile introdurre l'utilizzo dell'hamiltoniano di Dyall {\displaystyle {\hat {\mathcal {H}}}^{D}}. Questo hamiltoniano ha un comportamento simile all'hamiltoniano esatto all'interno dello spazio CAS, possedendo gli stessi autovalori e autovettori dell'hamiltoniano esatto proiettato all'interno dello stesso spazio. Considerando la decomposizione delle funzioni d'onda precedentemente vista, introducendo l'hamiltoniano di Dyall si ottiene:
{\displaystyle {\hat {\mathcal {H}}}^{D}\left|\Phi _{l}^{-k}\Psi _{\mu }^{v+k}\right\rangle =E_{l,\mu }^{k}\left|\Phi _{l}^{-k}\Psi _{\mu }^{v+k}\right\rangle }
ed estraendo il contributo costante della parte inattiva si ottiene, in funzione della parte di valenza,
{\displaystyle {\hat {\mathcal {H}}}_{v}^{D}\left|\Psi _{\mu }^{v+k}\right\rangle =E_{\mu }^{k}\left|\Psi _{\mu }^{v+k}\right\rangle }.
L'energia totale {\displaystyle E_{l,\mu }^{k}} è la somma di {\displaystyle E_{\mu }^{k}} e delle energie degli orbitali implicati nella definizione della parte inattiva {\displaystyle \Phi _{l}^{-k}}. In questo modo è possibile sfruttare una singola diagonalizzazione dell'hamiltoniano di Dyall di valenza nell'effettuazione dei calcoli.

### Approccio fortemente contratto
Un approccio differente alla teoria NEVPT consiste nello scegliere una singola funzione per ogni spazio {\displaystyle S_{l}^{k}}, portando al metodo fortemente contratto (strongly contracted, SC). Un insieme di operatori di perturbazione viene utilizzato per produrre una singola funzione per ogni spazio, funzione definita dalla proiezione all'interno di ogni spazio {\displaystyle {\hat {\mathcal {P}}}_{S_{l}^{k}}} dell'hamiltoniano applicato alla funzione d'onda contratta di ordine zero. In termini matematici si ha
{\displaystyle \Psi _{l}^{k}={\hat {\mathcal {P}}}_{S_{l}^{k}}{\hat {\mathcal {H}}}\Psi _{m}^{(0)}}
dove {\displaystyle {\hat {\mathcal {P}}}_{S_{l}^{k}}} è l'operatore di proiezione sul subspazio. In modo equivalente, considerando l'applicazione di una specifica parte dell'hamiltoniano alla funzione d'onda di ordine zero, si può scrivere
{\displaystyle \Psi _{l}^{k}=V_{l}^{k}\Psi _{m}^{(0)}}.
Per ogni spazio possono essere suddivisi appropriati operatori. Evitando di entrare nei dettagli, si può affermare che gli stati quantistici perturbativi non sono normalizzati e la loro norma vale
{\displaystyle N_{l}^{k}=\left\langle \Psi _{l}^{k}\left.\right|\Psi _{l}^{k}\right\rangle =\left\langle \Psi _{m}^{(0)}\left|\left(V_{l}^{k}\right)^{+}V_{l}^{k}\right|\Psi _{m}^{(0)}\right\rangle }.
Questo valore svolge un ruolo importante nell'approccio fortemente contratto.
Una proprietà saliente di {\displaystyle \Psi _{l}^{k}} è che ogni altra funzione nello spazio {\displaystyle S_{l}^{k}} che è ortogonale rispetto a {\displaystyle \Psi _{l}^{k}} non interagisce con la funzione d'onda di ordine zero attraverso l'hamiltoniano esatto. È possibile utilizzare le funzioni {\displaystyle \Psi _{l}^{k}} come insieme di base per l'espansione della correzione di primo ordine della funzione d'onda attraverso l'hamiltoniano esatto, e anche per l'espressione dell'hamiltoniano di ordine zero considerando i valori medi della decomposizione spettrale
{\displaystyle {\hat {\mathcal {H}}}_{0}=\sum _{lk}\left|\Psi _{l}^{k}{}^{\prime }\right\rangle E_{l}^{k}\left\langle \Psi _{l}^{k}{}^{\prime }\right\rangle +\sum _{m}\left|\Psi _{m}^{(0)}\right\rangle E_{m}^{(0)}\left\langle \Psi _{m}^{(0)}\right|}
dove {\displaystyle \left|\Psi _{l}^{k}{}^{\prime }\right\rangle } sono la normalizzazione di {\displaystyle \left|\Psi _{l}^{k}\right\rangle }.
L'espressione per la correzione di primo ordine della funzione d'onda assume perciò la forma
{\displaystyle \Psi _{m}^{(1)}=\sum _{kl}\left|\Psi _{l}^{k}{}^{\prime }\right\rangle {\frac {\left\langle \Psi _{l}^{k}{}^{\prime }\left|{\hat {\mathcal {H}}}\right|\Psi _{m}^{(0)}\right\rangle }{E_{m}^{(0)}-E_{l}^{k}}}=\sum _{kl}\left|\Psi _{l}^{k}{}^{\prime }\right\rangle {\frac {\sqrt {N_{l}^{k}}}{E_{m}^{(0)}-E_{l}^{k}}}}
e per l'energia si ha
{\displaystyle E_{m}^{(2)}=\sum _{kl}{\frac {\left|\left\langle \Psi _{l}^{k}{}^{\prime }\left|{\hat {\mathcal {H}}}\right|\Psi _{m}^{(0)}\right\rangle \right|^{2}}{E_{m}^{(0)}-E_{l}^{k}}}=\sum _{kl}{\frac {N_{l}^{k}}{E_{m}^{(0)}-E_{l}^{k}}}}.
Le energie di perturbazione {\displaystyle E_{l}^{k}} possono essere definite in modo vantaggioso per il calcolo computazionale utilizzando una media di hamiltoniani di Dyall:
{\displaystyle E_{l}^{k}={\frac {1}{N_{l}^{k}}}\left\langle \Psi _{l}^{k}\left|{\hat {\mathcal {H}}}^{D}\right|\Psi _{l}^{k}\right\rangle }
che conducono a
{\displaystyle N_{l}^{k}E_{l}^{k}=\left\langle \Psi _{m}^{(0)}\left|\left(V_{l}^{k}\right)^{+}{\hat {\mathcal {H}}}^{D}V_{l}^{k}\right|\Psi _{m}^{(0)}\right\rangle =\left\langle \Psi _{m}^{(0)}\left|\left(V_{l}^{k}\right)^{+}V_{l}^{k}{\hat {\mathcal {H}}}^{D}\right|\Psi _{m}^{(0)}\right\rangle +\left\langle \Psi _{m}^{(0)}\left|\left(V_{l}^{k}\right)^{+}\left[{\hat {\mathcal {H}}}^{D},V_{l}^{k}\right]\right|\Psi _{m}^{(0)}\right\rangle }.
Sviluppando il primo termine ed estraendo la parte inattiva dell'hamiltoniano di Dyall si ottiene
{\displaystyle E_{l}^{k}=E_{m}^{(0)}+\Delta \varepsilon _{l}+{\frac {1}{N_{l}^{k}}}\left\langle \Psi _{m}^{(0)}\left|\left(V_{l}^{k}\right)^{+}\left[{\hat {\mathcal {H}}}_{v},V_{l}^{k}\right]\right|\Psi _{m}^{(0)}\right\rangle }
con {\displaystyle \Delta \varepsilon _{l}} eguale alla somma delle energie dei nuovi orbitali virtuali occupati meno le energie degli orbitali di core non occupati.
Il termine {\displaystyle E_{m}^{(0)}} si ottiene sviluppando ciascun operatore {\displaystyle V} e sostituendolo nell'espressione precedente. Un caso interessante è rappresentato dalla forma assunta per il contributo {\displaystyle V_{ijrs}^{(0)}}, che si dimostra essere identica al contributo del secondo ordine della teoria perturbativa di Møller-Plesset
{\displaystyle E_{m}^{(2)}\left(S_{rsij}^{0}\right)=-{\frac {N_{rsij}^{0}}{\varepsilon _{r}+\varepsilon _{s}-\varepsilon _{i}-\varepsilon _{j}}}}.

### Approccio parzialmente contratto
Un altro possibile approccio, definito parzialmente contratto (partially contracted, PC), consiste nel definire le funzioni d'onda di perturbazione in un sottospazio {\displaystyle {\overline {S}}_{l}^{k}} di {\displaystyle S_{l}^{k}} con dimensionalità maggiore (similmente al caso fortemente contratto). Per definire questo subspazio viene utilizzato un insieme di funzioni {\displaystyle \Phi } che è generato dai valori medi degli operatori di perturbazione {\displaystyle V_{l}^{k}}. Per esempio, nel caso dell'operatore {\displaystyle V_{rsi}^{-1}} si ha
{\displaystyle V_{rsi}^{-1}=\gamma _{rs}\sum _{a}\left(\left\langle rs\left.\right|ia\right\rangle E_{ri}E_{sa}+\left\langle sr\left.\right|ia\right\rangle E_{si}E_{ra}\right)\quad r\leq s}.
L'approccio parzialmente contratto fa uso di funzioni {\displaystyle \Phi _{risa}=E_{ri}E_{sa}\Psi _{m}^{(0)}} e {\displaystyle \Phi _{risa}=E_{si}E_{ra}\Psi _{m}^{(0)}}. Queste funzioni devono essere ortonormalizzate e rese linearmente indipendenti. L'insieme risultante appartiene allo spazio {\displaystyle {\overline {S}}_{rsi}^{-1}}.
Una volta definiti tutti gli spazi {\displaystyle {\overline {S}}_{l}^{k}}, si può procedere in modo usuale a calcolare gli operatori di perturbazione diagonalizzando l'hamiltoniano esatto o quello di Dyall nello spazio in questione:
{\displaystyle {\hat {\mathcal {P}}}_{{\overline {S}}_{l}^{k}}{\hat {\mathcal {H}}}{\hat {\mathcal {P}}}_{{\overline {S}}_{l}^{k}}\left|\Psi _{l\mu }^{k}\right\rangle =E_{l,\mu }^{k}\left|\Psi _{l\mu }^{k}\right\rangle }.
Il moderno software di calcolo utilizzato, per l'applicazione della correzione perturbativa parzialmente contratta, sfrutta valori medi dell'hamiltoniano di Dyall. In tal modo i calcoli risultano abbastanza agevoli e non si aggrava il costo computazionale.
Sebbene l'approccio fortemente contratto faccia un uso poco flessibile dello spazio perturbativo, in generale fornisce valori in ottimo accordo con quelli ottenuti tramite l'approccio parzialmente contratto. I due metodi vengono comunemente utilizzati in modo alternativo.